# Glinianki Jelonek
Glinianki Jelonek – dwa sztuczne zbiorniki wodne w Warszawie, w dzielnicy Bemowo.

## Położenie i charakterystyka
Glinianki leżą po lewej stronie Wisły, w Warszawie, w dzielnicy Bemowo, na obszarze Miejskiego Systemu Informacji Jelonki Południowe. Otaczają je ulice: Połczyńska, Powstańców Śląskich, Szczotkarska, Brygadzistów i Strzelców.
Zgodnie z ustaleniami w ramach Programu Ochrony Środowiska dla m.st. Warszawy na lata 2009–2012 z uwzględnieniem perspektywy do 2016 r. położone są na wysoczyźnie i zasilane są stale wodami podziemnymi. Powierzchnia bezodpływowych zbiorników wynosi 0,5607 i 0,4127 hektara. Według numerycznego modelu terenu udostępnionego przez Geoportal lustro wody zbiorników znajduje się na wysokości 104,2 m n.p.m. Identyfikatory MPHP to 96952 i 130936675. Leżą na obszarze zlewni Żbikówki.

## Historia
Zbiorniki wodne są gliniankami. Powstały w wyniku zalania wodą wyeksploatowanego wyrobiska iłów. W XIX wieku (prawdopodobnie w 1846 roku) na terenie Jelonek, przy ówczesnej szosie poznańskiej (obecnie ulica Połczyńska), powstała wytwórnia cegieł, dachówek i ceramiki. Jej założycielem był Bogumił Schneider. Cegły z tego zakładu posłużyły do budowy wielu warszawskich obiektów m.in. pobliskich fortów twierdzy Warszawa, jak fort Chrzanów, fort Blizne czy fort Wawrzyszew, które zostały wybudowane na zlecenie armii carskiej. Same glinianki również były uważane za element obronny, utrudniający forsowanie linii fortów. Cegielnia, która w szczytowym okresie swojej działalności zatrudniała kilkuset pracowników, przestała działać po II wojnie światowej. Glinianki Jelonek, obok pobliskich Glinianek Sznajdra, z których również wydobywano surowiec, oraz drewnianego pałacyku rodziny Schneidrów przy ul. Połczyńskiej 59, użytkowanego przez zbór zielonoświątkowców, są jedynymi pozostałościami po tym zakładzie.
Przed 2012 rokiem w tym miejscu znajdowały cztery zbiorniki wodne. Dwa nieistniejące obecnie zbiorniki miały powierzchnię 0,2594 i 0,1094 ha. Zostały zasypane bez wymaganych pozwoleń wodnoprawnych przez dewelopera Robyg, który kupił je wraz z terenem pod planowane inwestycje i na ich miejscu wybudował wieloetapowe „Osiedle Kameralne”. Pierwszy zbiornik został zasypany w 2014, a drugi w 2016 roku. Dwa pozostałe zbiorniki zostały zrewitalizowane. Zmieniono ukształtowanie mis i skarp, brzegi wyłożono kamieniami, a przy obiegającej je żwirowej ścieżce ustawiono ławki i latarnie. W 2016 roku deweloper złożył wniosek o legalizację dokonanej rewitalizacji i uzyskał ją po uiszczeniu opłaty legalizacyjnej. W ocenie Urzędu m.st. Warszawy wykonane prace nie stworzyły zagrożenia dla zachowania dobrego stanu wód, charakterystycznych dla nich biocenoz i biologicznych stosunków w środowisku wodnym.
Należące do dewelopera glinianki są ogólnodostępne.

## Przyroda
W 2004 roku na terenie zbiorników wodnych i w okolicach stwierdzono występowanie czernicy. Wcześniej stwierdzono także obecność rybitwy rzecznej.